# Фортуна (Каліфорнія)
Фортуна (англ. Fortuna) — місто (англ. city) в США, в окрузі Гумбольдт штату Каліфорнія. Населення — 12 516 осіб (2020).

## Географія
Фортуна розташована за координатами 40°35′7″ пн. ш. 124°8′33″ зх. д. / 40.58528° пн. ш. 124.14250° зх. д. (40.585411, -124.142608).  За даними Бюро перепису населення США в 2010 році місто мало площу 12,55 км², з яких 12,55 км² — суходіл та 0,00 км² — водойми.

## Демографія
Згідно з переписом 2010 року, у місті мешкало 11 926 осіб у 4688 домогосподарствах у складі 2993 родин. Густота населення становила 950 осіб/км².  Було 4991 помешкання (398/км²).
Расовий склад населення:
| - 81,2 % — білих - 3,7 % — корінних американців - 0,9 % — азіатів - 0,6 % — чорних або афроамериканців - 0,1 % — вихідців з тихоокеанських островів - 8,9 % — осіб інших рас |

До двох чи більше рас належало 4,6 %. Частка іспаномовних становила 17,0 % від усіх жителів.
За віковим діапазоном населення розподілялося таким чином: 24,6 % — особи молодші 18 років, 58,1 % — особи у віці 18—64 років, 17,3 % — особи у віці 65 років та старші. Медіана віку мешканця становила 38,1 року. На 100 осіб жіночої статі у місті припадало 93,1 чоловіків;  на 100 жінок у віці від 18 років та старших — 89,7 чоловіків також старших 18 років.
Середній дохід на одне домашнє господарство  становив 53 807 доларів США (медіана — 44 077), а середній дохід на одну сім'ю — 64 289 доларів (медіана — 52 329). Медіана доходів становила 41 295 доларів для чоловіків та 35 883 долари для жінок. За межею бідності перебувало 16,8 % осіб, у тому числі 20,2 % дітей у віці до 18 років та 8,8 % осіб у віці 65 років та старших.
Цивільне працевлаштоване населення становило 4695 осіб. Основні галузі зайнятості: освіта, охорона здоров'я та соціальна допомога — 24,4 %, роздрібна торгівля — 16,1 %, мистецтво, розваги та відпочинок — 14,0 %.